# Concolas
Concolas (en francès Concoules) és un municipi francès situat al departament del Gard i a la regió d'Occitània.